# 索恩菲爾德鎮區 (密蘇里州歐扎克縣)
索恩菲爾德鎮區（英語：Thornfield Township）是位於美國密蘇里州歐扎克縣的一個行政鎮區。

## 地方資料
索恩菲爾德鎮區的面積為227.71平方千米，當中陸地面積為227.24平方千米，而水域面積為0.47平方千米。根據2020年美國人口普查的數據，當地共有人口512人，而人口密度為每平方千米2.25人。